# Sofía Silva (mannequin)
Sofía Silva, de son nom complet Sofía Silva Inserri, est une mannequin vénézuélienne, née à Tumeremo en 1929 et morte à Bogota en Colombie le 21 avril 2011. Elle fut la première Miss Venezuela en 1952 et la première vénézuélienne à participer au concours de Miss univers.

## Biographie
Elle naît à Tumeremo à l'est du pays dans l'État de Bolívar et passe son enfance entre Upata, Guasipati, El Palmar sa ville natale. 
À l'âge de 23 ans, elle mesure 1,63 mètre et représente son État natal au concours de Miss Venezuela qu'elle remporte, concours marqué par de vives manifestations de l'Église catholique qui le considère vulgaire. L'année suivante, elle transmet sa couronne de Miss à Gisela Bolaños Scarton.
Après le concours, elle se retire de la vie publique, tout en restant une personnalité illustre de sa ville natale. Elle meurt le 21 avril 2011 à Bogota en Colombie.